# Into Eternity
Gli Into Eternity sono un gruppo progressive melodeath metal canadese fondato nel 1997 a Regina. L'unico membro appartenente alla formazione originale della band è il chitarrista (e precedentemente voce principale) Tim Roth.

## Formazione

### Formazione attuale
- Stu Block - voce
- Justin Bender - chitarra
- Tim Roth - chitarra, voce
- Troy Bleich - basso, voce
- Steve Bolognese - batteria

### Ex componenti
- Jim Austin - batteria
- Rob "Smiley" Doherty - chitarra, voce
- Chris Krall - voce
- Scott Krall - basso
- Chris McDougall - tastiere
- Daniel Nargang - voce, chitarra
- Adam Sagan - batteria
- Dean Sternberg - voce
- Collin Craig - chitarra

## Discografia
- Into Eternity - 1999
- Dead or Dreaming - 2001
- Buried in Oblivion - 2004
- The Scattering of Ashes - 2006
- The Incurable Tragedy - 2008